# Ugo Drago
Ugo Drago (Arborio, 3 marzo 1915 – Roma, 22 aprile 2007) è stato un aviatore italiano, considerato un asso e pluridecorato durante la seconda guerra mondiale.

## Seconda guerra mondiale
Svolse per breve tempo l'attività di insegnante di educazione fisica
Il 27 giugno 1938 ottenne il brevetto di volo civile che gli permise di accedere all'Accademia della Regia Aeronautica. Allo scoppio del secondo conflitto mondiale, promosso nel frattempo sottotenente, Ugo Drago, inquadrato nel 150º Gruppo Caccia Terrestre, partecipò fin dal 10 giugno 1940 alla campagna contro la Francia, nella Battaglia delle Alpi Occidentali ottenendo il 13 giugno la Croce di guerra al valor militare.
Nel corso della seguente Campagna italiana di Grecia raggiunse la fatidica quota di 5 abbattimenti (il primo fu del 2 novembre 1940) che lo fecero entrare nel novero degli assi italiani. Il 14 novembre fu decorato con la Medaglia d'argento al valor militare. Il 31 dicembre 1941 fu promosso tenente e nel gennaio 1942 fu trasferito in nord Africa dove compì ben 124 missioni anche se non ebbe occasione di scontrarsi con velivoli avversari. Ciononostante ottenne una seconda Medaglia d'argento al valor militare e una croce di ferro tedesca di seconda classe.
Quando iniziò l'invasione americana della Sicilia, il reparto di Drago equipaggiato con i nuovi Messerschmitt Bf 109, da poco trasferitosi a Sciacca, partecipò attivamente alla campagna, in particolare Drago ottenne due vittorie abbattendo due Supermarine Spitfire entrambi il 9 giugno 1943 ma venendo a propria volta abbattuto. Completata l'occupazione della Sicilia il 150º Gruppo fu trasferito al nord nell'Aeroporto di Torino-Caselle e nel settembre l'intero gruppo fu spostato a Ciampino. Da qui l'8 settembre Drago prese parte a quella che fu l'ultima missione del Gruppo prima dell'armistizio e il tenente Giovanni Chiale effettuò l'ultimo abbattimento ufficiale di un aereo nemico da parte della Regia aeronautica prima dell'armistizio di Cassibile.

### 2º Gruppo caccia "Gigi Tre Osei" (1943-1945)
Alla proclamazione dell'armistizio Drago si trovava a Ferrara e fermato da soldati tedeschi fu preso prigioniero essendosi rifiutato di arruolarsi nella Luftwaffe e inviato in un campo di prigionia, ma durante il viaggio, ancora in territorio italiano, riuscì ad evadere.
Dopo la costituzione dell'Aeronautica Nazionale Repubblicana il 23 settembre Ugo Drago si arruolò volontariamente venendo inquadrato nel 2º Gruppo caccia "Gigi Tre Osei"
Drago assunse poi il comando della 1ª Squadriglia “Gigi Tre Osei” al momento dotata di velivoli Fiat G.55 Centauro. Il 24 maggio fu intercettata una grossa formazione statunitense composta da Lockheed P-38 Lightning e Consolidated B-24 Liberator, nello scontro che seguì due aerei nemici furono abbattuti, uno ciascuno dal tenente Ugo Drago e dal sergente maggiore Luigi Feliciani.
Nel giugno la squadriglia fu dotata di Messerschmitt Bf 109 con i quali svolse la prima operazione bellica il 22 giugno 1944.
Il 24 giugno Drago ottenne la prima vittoria nella nuova formazione abbattendo un Republic P-47 Thunderbolt facente parte dell'Armée de l'air francese. Alcune fonti gli attribuiscono un abbattimento di un Consolidated B-24 Liberator il 20 luglio mentre seguì un nuovo abbattimento il 21 dello stesso mese. Un altro P-47 fu abbattuto il 26 luglio sopra Piacenza.
Il 25 agosto l'aeronautica repubblicana affrontò una grave crisi provocata dalla Luftwaffe che di fatto sciolse i reparti aerei italiani per farli confluire nella “Legione aerea italiana” da porre sotto il diretto controllo tedesco del comandante Maximilian Ritter von Pohl. Il 2º Gruppo caccia "Gigi Tre Osei" subì il sequestro dei propri aerei che furono trasferiti a Maniago. A causa di questi eventi l'attività bellica si bloccò fino al 2 ottobre quando ottenne nuovi aeroplani Messerschmitt Bf 109.
Il 19 ottobre 1944 la squadriglia poté tornare a combattere. Il 1º novembre Drago fu promosso capitano e il 16 novembre abbatté un North American P-51 Mustang nei pressi di Aviano. Un altro abbattimento seguì il 26 dicembre. Nel 1945 il capitano Drago riuscì ad abbattere ancora due P-47, un North American B-25 Mitchell e un Lockheed P-38 Lightning.
Il 26 aprile del 1945, a seguito della distruzione del rimanente materiale bellico e dello scioglimento della sua unità, Drago ed altri piloti del suo gruppo cooperarono con le locali formazioni partigiane al mantenimento dell'ordine pubblico nel bergamasco, allo scopo di limitare saccheggi e scorrerie nei disordinati giorni della fine delle ostilità.

### Dopoguerra
Al termine del conflitto si trasferì in Argentina dove insegnò come istruttore di volo per i Fiat G.55 e G.59 acquisiti dalla Fuerza Aérea Argentina. Ritornò in Italia nel 1953 e venne assunto in Alitalia come pilota di linea. Anche in questa veste ebbe modo di ben figurare, erano infatti anni in cui i piloti avevano ampia discrezionalità nella scelta di quote e percorsi di volo e Ugo Drago riuscì nel 1967 ad aggiudicarsi un informale record sulla rotta Roma-New York percorsa con un Douglas DC-8 in 6 ore e 21 minuti. All'introduzione in Alitalia del Boeing 747 Jumbo venne abilitato anche a quel modello.
È morto a Roma 22 aprile 2007.

## Abbattimenti
Gli sono accreditate 15 vittorie aeree più altre in compartecipazione.

### Periodici
- Nico Sgarlato, Drago, i Bf 109 e il 2º Gruppo, dalla rivista Aerei nella Storia Giugno-Luglio 2009